# خمسه (نماد)

خمسه

خمسه یا پنجه (عربی: خمسة، عبری: חמסה) نوعی تعویذ و طلسم به شکل کف دست با پنج انگشت باز شده‌است. در گونه‌ای خمسه، یک چشم در مرکز آن است. این نماد در کشورهای خاور میانه و شمال آفریقا به عنوان نمادی مذهبی، دیوارآویز و زیورآلات رواج دارد.
نماد خمسه جزو نمادهای کهن است که سابقهٔ آن به قرن‌ها پیش از اسلام بازمی‌گردد و در بخش‌هایی از عرفان یهودی نیز، به عنوان یک طلسم در برابر چشم زخم مورد استفاده قرار می‌گیرد، اما رواج این نماد به نام دست یا پنجه فاطمه دختر پیامبر و ابوالفضل عباس موجب شده که گاهی از نمادهای شیعه پنداشته شود. اما این علامت در مسیحیت به عنوان دست مریم و در یهود به عنوان دست موسی شناخته می‌شود این نماد نزد مردم شیعه نیز کاربردهای گوناگونی از جمله در مراسم عزاداری ماه محرم دارد
صادق هدایت معتقد است این نماد جزو خرافاتی است که وارد فرهنگ مردم شده.

## نمادشناسی

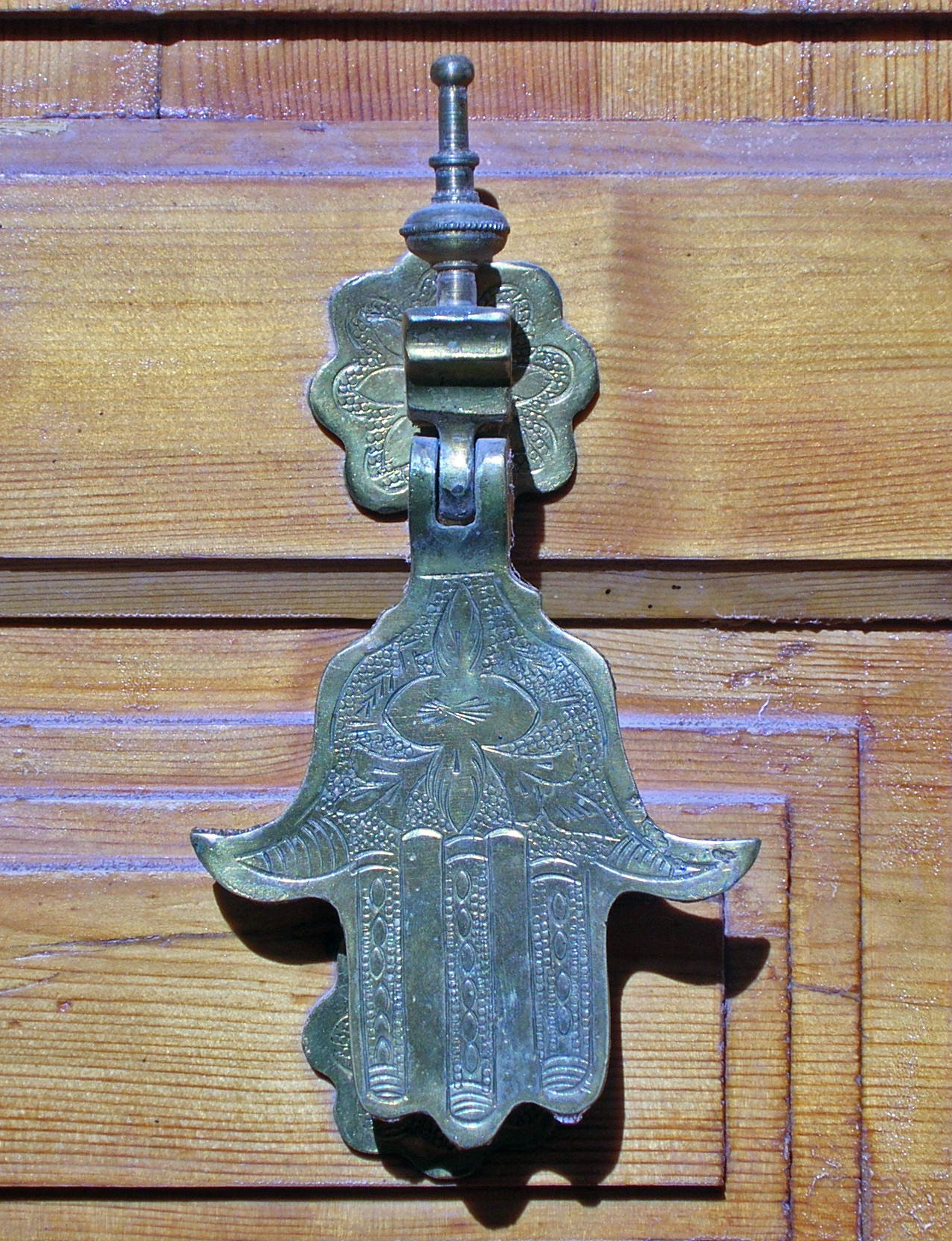
درکوبی بشکل خمسه در مراکش

کهن‌ترین نماد خمسه در بخش‌های تمدن بین‌النهرین در عراق کنونی پیدا شده‌است.
عدد پنج در اسلام نماد و نشانی از دست گشاده و بخشش، ستاره پنج پر، حواس پنج‌گانه، پنج ستون دین اسلام، پنج تن (که منظور محمد، علی، فاطمه، حسن، حسین می‌باشند) و نیز به پنج مرتبه نمازهای روزانه و دست فاطمه تعبیر می‌شود.

## دست تانیت
تانیت ایزدبانوی فنیقی و کارتاژی باروری، رشد و تولد می‌باشد. نماد اصلی تانیت در واقع طرح ساده شدهٔ یک زن است که دست‌های خود را به آسمان بلند کرده‌است. معمولاً بالای این نماد یک ماه نیز ترسیم می‌کنند.
دست به شکل خمسه یکی از نمادهای ایزدبانو تانیت می‌باشد که نمادپردازی ای از دست‌های رو به آسمان تانیت می‌باشد. این نماد را در فرهنگ‌های گوناگون مشاهده می‌کنیم که هر کدام معنی خاصی دارند. دست تانیت به عنوان طلسمی وارد فرهنگ یهودی شد و پس از آن به اسلام نیز وارد شد. بیشتر مردم جهان، این دست را نمادی زنانه می‌دانند؛ فاطمیون (جدا از شیعیان) آن را نماد دست دخت پیامبر اسلام دانسته و آن را «دست فاطمه»، خمسه (پنجه) یا کف می‌نامند؛ ترسایان (مسیحیان) آن را دست «مریم باکره» و یهودیان دستِ «میریام» (خواهر موسی) می‌دانند؛ که همگی تحت تأثیر زنانگی تانیت بوده‌است.